# The Renaissance at Charleroi
The Renaissance at Charleroi è un film muto del 1917 diretto da Thomas R. Mills.
La sceneggiatura si basa sul racconto The Renaissance at Charleroi di O. Henry pubblicato in Roads of Destiny nel 1909.

## Trama
Grandemont Charles, discendente di una delle più aristocratiche famiglie francesi del Sud, è fidanzato con Adele. Ma quando lui viene a sapere che Victor, il fratello di Adele, ha una storia con una meticcia, paga la donna perché se ne vada e parta per il Nord. Victor, furibondo dell'ingerenza di Grandemont, sparisce e Adele incolpa il fidanzato della sparizione del fratello. Non solo, gli pone come condizione, se lui vuole sposarla, di ritrovare a ogni costo Victor e di riportarlo a casa. Grandemont, allora, si mette a cercare per ogni dove lo scomparso ma finisce solo di spendere tutta la sua fortuna in inutili ricerche.
Passa qualche anno. Per vivere, Grandemont ha trovato lavoro come commesso. Messi da parte seicento dollari, vuole dare un ricevimento per ricordare la gloria passata: affitta la villa che era stata la sua casa, manda gli inviti per la cena e si mette ad attendere gli ospiti. L'unico che si presenta, però, è un vagabondo che viene accolto come l'ospite d'onore: è Victor, che racconterà di aver passato tutto quel tempo prigioniero in Messico. Adele, dopo il ritorno del fratello, accetta finalmente di sposare Grandemont.

## Produzione
Il film fu prodotto dalla Vitagraph Company of America (come Broadway Star Features).

## Distribuzione
Distribuito dalla General Film Company, il film uscì nelle sale cinematografiche statunitensi il 10 novembre 1917.